# Hoplopholcus forskali
Hoplopholcus forskali är en spindelart som först beskrevs av Tord Tamerlan Teodor Thorell 1871.  Hoplopholcus forskali ingår i släktet Hoplopholcus och familjen dallerspindlar. Inga underarter finns listade i Catalogue of Life.